# World's Edge
World's Edge Studio, LLC est un studio de développement de jeux vidéo américain et un studio faisant partie des Xbox Game Studios basé à Redmond, Washington. Il a été créé en 2019 pour superviser la franchise Age of Empires. Le studio travaille avec des studios externes tels que Forgotten Empires, Tantalus Media et Relic Entertainment pour faire renaître la franchise.

## Histoire
Lors de l'E3 2019, Xbox a annoncé la création d'un nouveau studio interne qui s'appellera plus tard World's Edge. Le studio a été créé en 2019 par Adam Isgreen et Shannon Loftis pour travailler sur la franchise Age of Empires,.  
Le premier titre du studio a été Age of Empires II: Definitive Edition pour lequel ils se sont associés à Forgotten Empires, Tantalus Media et Wicked Witch Software. Ils ont travaillé ensemble comme surveillant pour s'assurer que le titre allait dans la bonne direction.
Shannon Loftis, ancienne directrice de studio et l'une des fondatrices du studio, a pris sa retraite en 2022 et Michael Mann, le producteur exécutif d'Age of Empires IV, a pris sa place. 

## Jeux développés
| Année | Titre                                  | Plateforme(s)     | Notes                                                                          |
| ----- | -------------------------------------- | ----------------- | ------------------------------------------------------------------------------ |
| 2019  | Age of Empires II: Definitive Edition  | Microsoft Windows | en partenariat avec Forgotten Empires, Tantalus Media et Wicked Witch Software |
| 2020  | Age of Empires III: Definitive Edition | Microsoft Windows | en partenariat avec Forgotten Empires, Tantalus Media                          |
| 2021  | Age of Empires IV                      | Microsoft Windows | en partenariat avec Relic Entertainment                                        |
| 2023  | Age of Empires II: Definitive Edition  | Xbox Series       | portage sur console                                                            |
| 2023  | Age of Empires IV                      | Xbox Series       | portage sur console                                                            |
| 2024  | Age of Mythology: Retold               | Microsoft Windows | version définitive et amélioré du jeu Age of Mythology                         |
| NC    | Age of Empires Mobile                  | Android, IOS      | en partenariat avec TiMi Studios                                               |